# Isidro García García
Isidro García García (La Orotava, 28 de desembre de 1966) es un exfutbolista canari, que ocupava la posició de defensa.

## Trajectòria esportiva
Comença a destacar a l'equip de la seua ciutat natal, l'Orotava, d'on passa a les files del CD Tenerife. Amb els tinerfenys ascendeix a primera divisió el 1989. El defensa havia estat titular a la campanya 88/89, a Segona Divisió, amb 30 partits, xifra que repetiria a l'any següent, la temporada 89/90, ara a la màxima categoria. Els dos anys següents, l'aportació del canari minvaria fins a aparèixer en només dues ocasions la temporada 91/92. A l'inici de la temporada següent no compta per al tècnic del Tenerife, i recala al CD Mensajero, equip de les illes Canàries que militava a Segona B. La carrera del defensa prossegueix per equips modestos.
El 2013, quan estava entrenant el Puerto Cruz, equip de Preferent canària, fou fitxat per reforçar la secretaria esportiva del CD Tenerife.